# Epilacydes simulans
Epilacydes simulans là một loài bướm đêm thuộc phân họ Arctiinae, họ Erebidae.